# Jefferson Trueblood
(Jefferson Trueblood)
Jefferson Trueblood, è un personaggio immaginario della serie televisiva d'animazione Roswell Conspiracies, creata da Kaaren Lee Brown.

È doppiato in originale da Richard Newman ed in italiano da Mario Zucca.
Nel doppiaggio italiano non viene mai chiamato tramite il suo cognome, "Trueblood", come consueto nella versione originale, ma solo per nome: "Jefferson", rendendo così poco plausibile il fatto che i sottoposti gli diano del 'lei'.
Ad ogni modo nel doppiaggio originale alcuni personaggi, come Rinaker e Wyrick, in certi rari casi lo chiamano col diminutivo "Jeff".

## Caratteristiche
Trueblood è un uomo alto, muscoloso ed imponente con dei lunghi capelli argentati e degli impenetrabili occhi neri, i tratti del suo viso sono tipicamente pellerossa ed è solito vestire con la divisa dell'Alleanza o quella da sceriffo; raramente lo si è visto in borghese ed in quelle occasioni indossava un completo marrone con scarpe e maglietta neri.
Trueblood è un uomo severo, rigido, duro impassibile e fedele ai suoi ideali. Soldato perfetto che esegue gli odini senza farsi troppi scrupoli poiché convinto di servire una causa superiore; viene generalmente inquadrato come il braccio destro di Rinaker, tuttavia è perfettamente in grado di ragionare con la sua testa e possiede un proprio personale concetto di giustizia che a volte contrasta le decisioni prese dal suo superiore: nonostante ciò non si opporrà mai agli ordini ed eseguirà il suo dovere di soldato con rettitudine e dedizione.
Trueblood non stringe rapporti con gli altri personaggi, al di fuori della sua intima amicizia con Dorian Wyrick e di un muto rispetto per Logan, che si manifesterà nel momento in cui, stanco di vederlo subire le angherie di Rinaker si ribellerà all'uomo conscio della posizione di giustizia dell'ex-cacciatore di taglie. Grazie a lui Logan riuscirà a liberare il padre e proprio tramite il suo sacrificio gli alieni intrappolati nelle prigioni dell'Alleanza riescono a scappare prima che Rinaker le faccia esplodere, così da permettere la realizzazione della resistenza Shadoen.
Trueblood è solito portare una striscia di pittura tribale rossa sulla guancia sinistra; per la sua ultima battaglia sfoggerà una pittura facciale completa ed una grande decorazione pettorale simile a un'aquila stilizzata.

## Biografia del personaggio

### Antefatti
Jefferson Trueblood nacque a Roswell, Nuovo Messico nel 1951; figlio di Jackson Trueblood fu educato fin da bambino a diventare un soldato al servizio dell'Alleanza e per questo gli vennero inculcati tutti i possibili tipi di combattimento a mani nude e non ed una conoscenza illimitata in campo balistico. Fu inoltre iniziato agli usi e ai costumi dei Cha'rak dal prozio Volpe Bianca, capo della tribù indiana che vedeva nel giovane Trueblood il suo degno successore alla guida del clan.
Dopo la morte del padre, Rinaker assunse per il pellerossa una figura paterna; pur di seguire gli ordini dell'uomo, di cui si fida ciecamente, egli sarebbe disposto a tutto. Per questo fu cacciato dalla tribù dei Cha'rak a seguito del tentativo di cattura di uno degli spiriti manifestatisi nella Grotta della Visione, considerata sacra per il suo popolo.
Allontanato dalla sua gente Trueblood si getterà sempre di più nel lavoro, diventando il più fedele sottoposto di Rinaker ed uno dei migliori (se non il migliore) agente dell'Alleanza, ricoprendo inoltre come copertura per le sue operazioni il ruolo di sceriffo di Roswell.

### Nella serie
La sua cieca fiducia nei confronti di Rinaker sarà messa a dura prova dall'arrivo di Logan. Le costanti critiche dell'ex-cacciatore di taglie al modo d'agire del generale apriranno gli occhi a Trueblood sulla morale ambigua che contorna le mosse del suo superiore; con l'andare avanti della serie il pellerossa prenderà via via le distanze da Rinaker agendo di testa propria ogni volta che può, seppur rimanga fedelissimo all'uomo. La vera svolta avviene nel momento in cui, dopo la morte di Volpe Bianca, Trueblood viene convocato dagli spiriti alla Grotta della Visione, i quali gli fanno capire attraverso una visione che all'Alleanza c'è del male e che sarà compito suo affrontarlo. Dopo questo fatto accetterà il suo destino di capotribù e sarà reintegrato tra i Cha'rak, facendo ritornare la pioggia, che da mesi non cadeva sulle loro terre.
Tornato all'Alleanza assisterà al processo di Logan ed al suo arresto per ordine di Rinaker. In quel momento si renderà conto delle macchinazioni del generale e comincerà ad insospettirsi nei suoi riguardi, sicché trafugherà la bomba EMP e la nasconderà nei monti circostanti il villaggio in cui è nato. A seguito scorterà Logan al Livello Omega e prima di lasciarvelo gli fornirà di straforo un coltello di pietra con cui liberarsi dalla prigione criogenica cui era predestinato.
Scoperte queste sue macchinazioni, Trueblood sarà a sua volta arrestato dopo essersi ribellato apertamente a Rinaker e verrà portato nelle prigioni sotterranee dell'Alleanza. Da tale prigionia evaderà nel terzultimo episodio durante l'assalto di Logan.

#### Morte
Truebloode permetterà l'evacuazione del bunker trattenendo lo Shadoen Rinaker il tempo necessario, affronterà quindi la sua ultima battaglia proprio contro l'uomo cui aveva dedicato tutta la sua vita e morirà eroicamente dopo aver ferito il corpo dell'alieno in un punto dove non era ricoperto dal guscio, finendo prima ustionato dal sangue acido di Rinaker ed in seguito dilaniato dai suoi artigli.
La sua morte comunque non è vana, perché fornisce a Nick Logan il tempo di scappare e organizzare la resistenza che, successivamente, sconfiggerà gli Shadoen.

## Poteri e abilità
Trueblood è, insieme a Logan il personaggio maggiormente abile nel combattimento. Possiede un'innata capacità tecnica e di sopravvivenza, tanto che non importa il terreno o la situazione in cui si trovi a dover combattere, egli riuscirà comunque a sfruttare i vantaggi del campo contro il suo avversario. In un combattimento corpo a corpo Trueblood riesce ad affrontare da solo e disarmato anche un intero branco di Licantropi e perfino a tener testa, per breve periodo, a uno Shadoen.
Trueblood possiede poi una grande conoscenza delle armi e durante la serie lo si vede servirsene di ogni specie, dalle armi ipertecnologiche dell'Alleanza a quelle tribali del suo clan. La sua stessa divisa è modificata per contenere un maggior numero di armi ed essere a sua volta uno scudo con capacità offensive.
Trueblood è in grado di usare ogni tipo di mezzo bellico in dotazione all'Alleanza con grande maestria; inoltre è un leader naturale, con una grande capacità tattica e coordinativa e capace di farsi obbedire da tutti gli uomini dell'Alleanza.
Infine, l'uomo dà prova di possedere poteri di sciamano, essendo in grado di comunicare con gli spiriti della pioggia venerati dalla sua gente.